# Heloderma horridum exasperatum
Heloderma horridum exasperatum is een ondersoort van de Mexicaanse korsthagedis (Heloderma horridum), die behoort tot de familie korsthagedissen (Helodermatidae).
De wetenschappelijke naam van de ondersoort werd voor het eerst voorgesteld door Bogert & Martin del Campo in 1956.
Heloderma horridum exasperatum heeft van de vier ondersoorten het noordelijkste verspreidingsgebied en staat tevens bekend als een van de kleurrijkste ondersoorten, de gele tot roze vlekken bedekken een relatief groot deel van het lichaam.